# Aéroport international de Christchurch
Pour les articles homonymes, voir CHC.
L'aéroport international de Christchurch (code IATA : CHC • code OACI : NZCH) dessert la ville de Christchurch en Nouvelle-Zélande. Il est situé à environ 12 km au nord-ouest du centre.

## Histoire

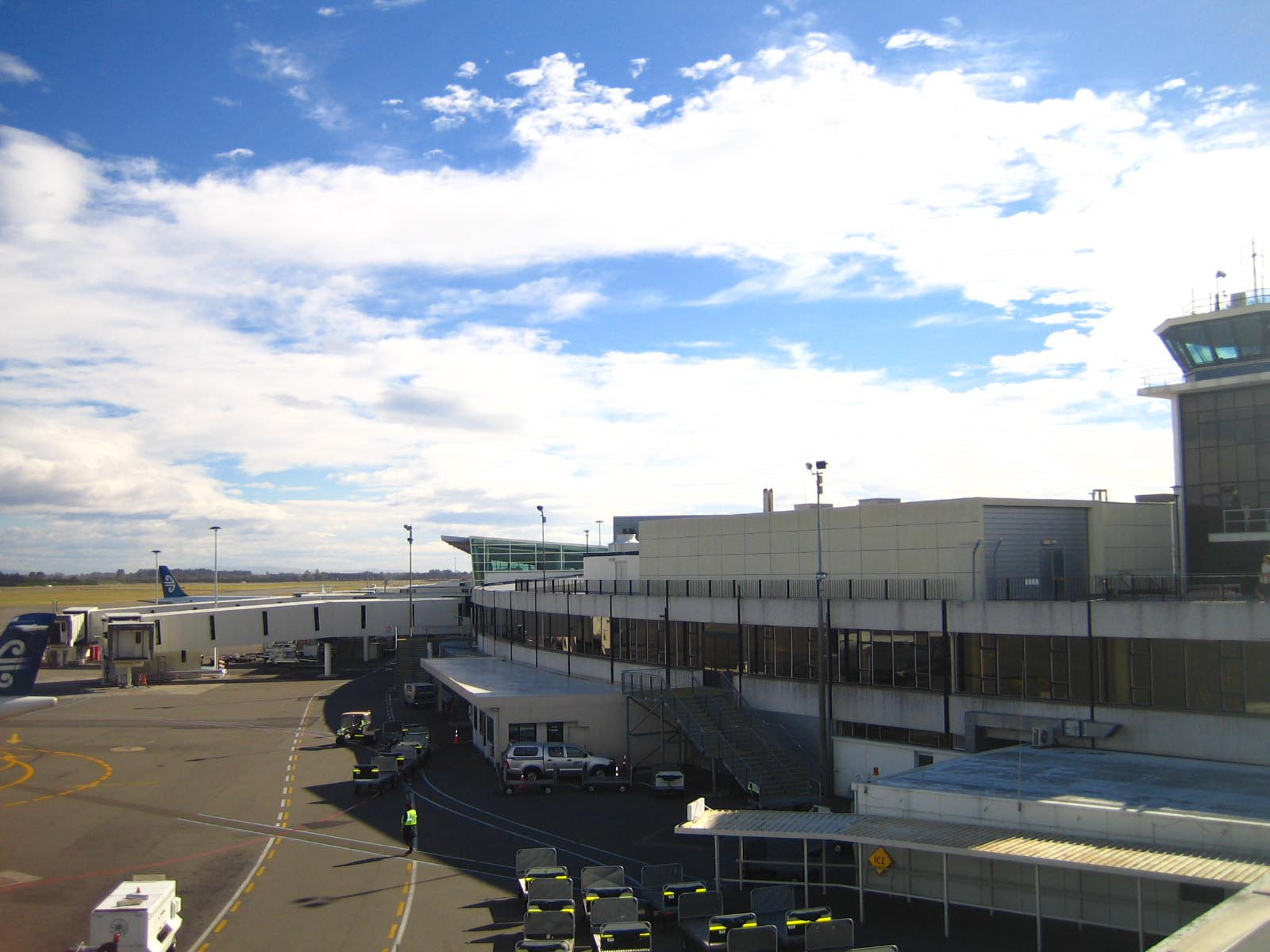
Aérogare vue des pistes.

Le 22 février 2011, le tarmac de ses pistes est endommagé par des phénomènes de liquéfaction du sol provoqués par un séisme.

## Situation
| \| 50 km1:2 365 000 \| Kapiti Auckland Wellington Chatham · Tuuta Christchurch Dunedin Gisborne Great Barrier Greymouth Hamilton Hokitika Invercargill Kaikoura Kaitaia Kerikeri Nelson New Plymouth North Shore Palmerston North Picton Queenstown Timaru Rotorua Stewart Takaka Taupo Tauranga Wanaka Westport Whakatane Whanganui Whangarei Whitianga Woodbourne |
| 50 km1:2 365 000 |

## Statistiques
Pour des raisons techniques, il est temporairement impossible d'afficher le graphique qui aurait dû être présenté ici.

Voir la requête brute et les sources sur Wikidata.

### Zoom sur l'impact du covid de 2019-2020
Pour des raisons techniques, il est temporairement impossible d'afficher le graphique qui aurait dû être présenté ici.

Voir la requête brute et les sources sur Wikidata.

## Compagnies aériennes

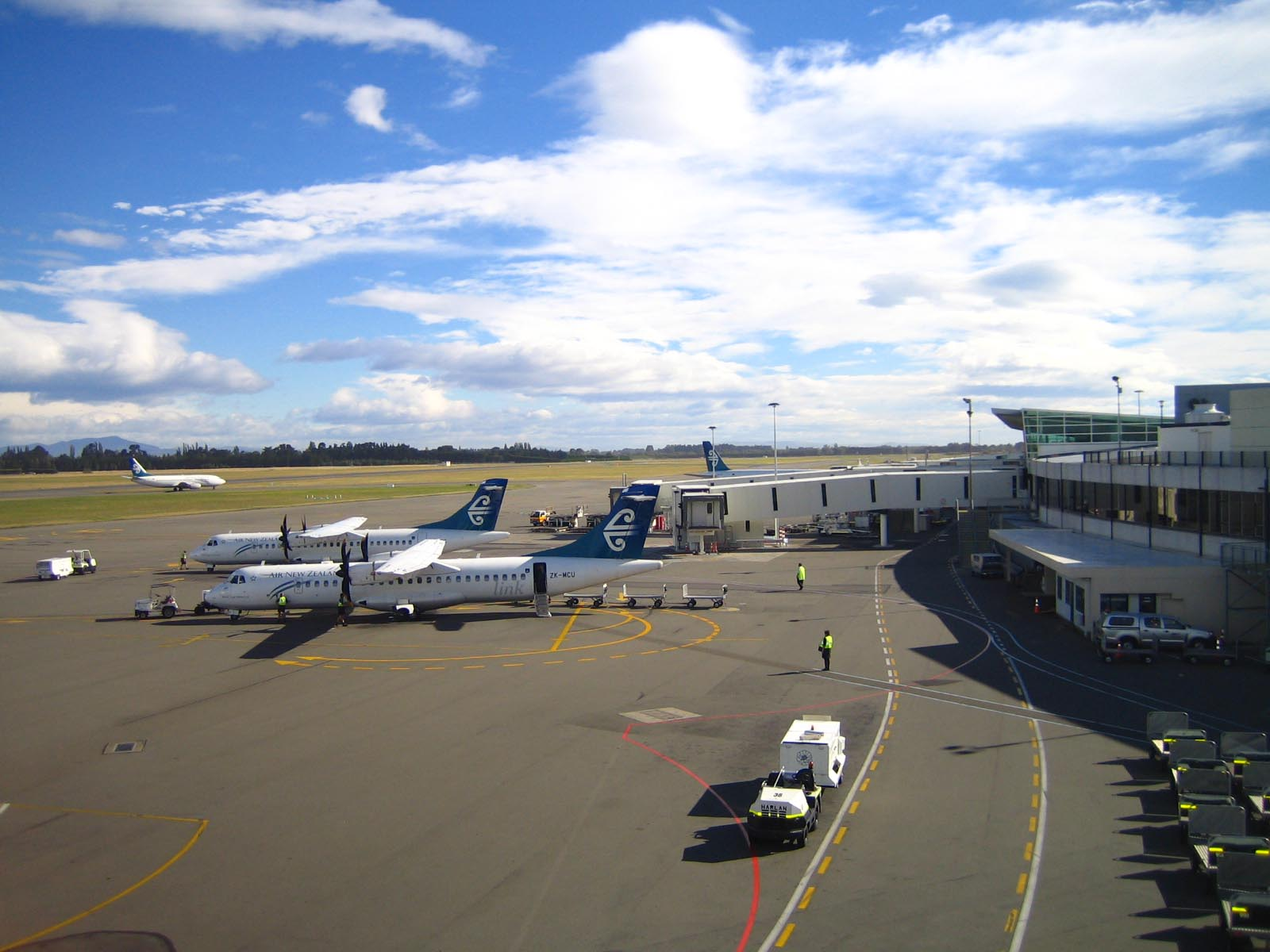
Flotte d'avions d'Air New Zealand.

### Passagers
| Compagnies              | Destinations |
| ----------------------- | --- |
| Air Chathams            | Îles Chatham-Tuuta |
| Air New Zealand         | Auckland, Brisbane, Dunedin, Gold Coast-Coolangatta, Melbourne-Tullamarine, Queenstown, Sydney-K. Smith, Wellington En saison : Nadi, Perth, Singapour-Changi           |
| Air New Zealand Link    | Dunedin, Hamilton, Hokitika (en), Invercargill (en), Napier (en), Nelson (en), New Plymouth (en), Palmerston North (en), Queenstown, Rotorua, Tauranga (en), Wellington |
| Cathay Pacific          | En saison : Hong Kong |
| China Southern Airlines | Canton-Baiyun |
| Emirates                | Dubaï, Sydney-K. Smith |
| Fiji Airways            | Nadi |
| Jetstar Airways         | Auckland, Gold Coast-Coolangatta, Melbourne-Tullamarine, Sydney-K. Smith, Wellington                                                                                    |
| Qantas                  | Brisbane,, Melbourne-Tullamarine, Sydney-K. Smith |
| Singapore Airlines      | Singapour-Changi |
| Sounds Air              | Blenheim-Woodbourne (en), |
| Virgin Australia        | Brisbane, Melbourne-Tullamarine, Sydney-K. Smith En saison : Rarotonga-Avarua                                                                                           |

Édité le 17/03/2019